# Diecéze Pavia
Diecéze Pavia (latinsky Dioecesis Papiensis) je římskokatolická diecéze na území Itálie se sídlem v městě Pavia, kde se nachází katedrála  sv. Štěpána a P. Marie Nanebevzaté. Je sufragánní vůči milánské arcidiecézi a tvoří součást italské církevní oblasti Lombardie. Současným biskupem je Corrado Sanguineti.

## Stručná historie
Již ve 4. století je doložena křesťanská komunita s kostelem v Pavii - píše o ní Sulpicius Severus ve svém Životu sv. Martina. Podle pavijské tradice byl prvním biskupem sv. Syrus, který ovšem není historicky doložen. V pavijské bazilice sv. Petra in Ciel d'Oro se od roku 722 nacházejí ostatky sv. Augustina, je také místem úmrtí a uložení ostatků filosofa sv. Boëthia.